# Кабрера, Мерседес
Мерсе́́дес Кабре́ра Ка́льво-Соте́ло (исп. Mercedes Cabrera Calvo-Sotelo; род. 3 декабря 1951, Мадрид) — испанский политик, член ИСРП.

## Биография
Мерседес Кабрера изучала политические науки и социологию в Университете Комплутенсе. С 1996 года преподавала историю политических теорий в том же университете. В 2004 году была избрана депутатом нижней палаты испанского парламента. В 2006—2009 годах занимала должность министра образования в правительстве Сапатеро. На этом посту её сменил Анхель Габилондо. Мерседес Кабрера замужем, имеет двоих детей.

## Труды
- The employer’s association before the Second Republic. Organizations and strategy (1931—1936), Publishing Century XXI. 1983, ISBN 84-323-0469-7
- The power of the industrialists. Policy and economy in contemporary Spain (1875—2000), Publishing Taurus, 2002, ISBN 84-306-0439-1
- With light and stenographers: Parliament in the Restoration (1913—1923), Taurus Editorial, 1998, ISBN 84-306-0293-3
- The industry, the press and the policy: Nicholas Maria de Urgoiti (1869—1951), Publishing Alliance, 1994, ISBN 84-206-9406-1